# Sonic Seducer
Sonic Seducer (englisch: Schall-Verführer) ist ein Musikmagazin, das im Thomas Vogel Media Verlag erscheint. Seit der Gründung im Jahr 1994 hat sich die Zeitschrift zu einer der populärsten Zeitschriften der Alternative- und Schwarzen Szene entwickelt. Der thematische Fokus ist dabei breit angelegt und deckt Musikgenres wie Symphonic Metal, Mittelalterrock, Neue Deutsche Härte, Gothic, Industrial Rock, EBM (Electronic Body Music), Electro, Synthiepop, Gothic Metal, Gothic Rock, Pop-Rock, Future Pop, Aggrotech, Rhythm ’n’ Noise, Crossover, Dark Wave, Pagan-Folk, Black Metal, Industrial, Alternative Rock und Metal  ab.

## Inhalt

Titelseite Sonic Seducer

Jede Ausgabe setzt sich aus zahlreichen Interviews mit und Storys über Bands und Projekte, Konzert-, CD-, DVD-, Games-, Instrumente- und Buchbesprechungen sowie Tourdates und Newssektion zusammen. Daneben gibt es immer wieder große Specials zu Themen wie Mittelalter, diverse Plattenlabel und Kinofilme, aber auch Studioreporte. Die Artikel sind optisch und ästhetisch für die Zielgruppe der schwarzen Szene gelayoutet.
Begleitet wird jede Ausgabe seit 1999 mit einer „Cold Hands Seduction“-CD, manchmal auch einer DVD, auf der Musikstücke der im Heft vorgestellten Interpreten zu hören sind. Dabei liegt der Schwerpunkt nicht nur auf bereits etablierten Bands, sondern es werden auch bewusst Newcomer gefördert. In der Multimedia-Sektion, die Sonic Seducer als erstes deutsches Musikmagazin eingeführt hat, sind häufig Interviewclips oder Musikvideos zu sehen. 2001 führte der Verlag eine zweite CD-Beilage in Form einer Video-CD ein, auf der unter anderem das jährliche, von Sonic Seducer präsentierte, M’era Luna Festival fortlaufend dokumentiert wird. Seit 2006 ist die Video-CD einer DVD gewichen. Weitere Bonus-CDs widmen sich Label-, Mittelalter- und anderen Motto-Specials. Weitere Beilagen umfassen großformatige Poster, einen aufklappbaren Gothic-Fetisch-Kalender, Sticker oder Postkarten. Seit 2015 erscheinen viele Ausgaben auch mit limitierten 7"-Vinyls und Picture-Vinyls der größten Szene-Bands. Alle Leser erhalten zudem kostenlos mit jeder ersten Ausgabe des Jahres einen 260 Seiten starken Gothic-Taschenkalender. Darüber hinaus veröffentlicht der Verlag limitierte Chroniken (hochwertige Hardcover Bücher) zu den größten Bands der einzelnen Genres von Depeche Mode, The Cure, Marilyn Manson, In Extremo, Saltatio Mortis, Faun, And One, Einstürzende Neubauten, Oomph!, Lord Of The Lost, Blutengel, Mono Inc., HIM, Deine Lakaien, Schandmaul, Subway To Sally, Joachim Witt, Eisbrecher bis hin zu Nightwish und Within Temptation. Mehr als 30 Bücher sind bis 2020 in dieser Reihe erschienen. Der Verlag veröffentlicht über Sonic Seducer ebenfalls Magazine mit Wandkalendern zu Depeche Mode mit CD Beilagen mit Depeche Mode Cover-Songs, welche sich ganzen Alben zu den jeweiligen Jubiläum widmen.

## Nachwuchswettbewerb
Einmal im Jahr ruft Sonic Seducer Nachwuchsmusiker dazu auf, beim „Battle of the Bands“ teilzunehmen. Seit Ende 2000 werden auf der CD der Dezemberausgabe regelmäßig 30 Newcomer ohne Plattenvertrag mit einem mp3-Track vorgestellt. Neben den Lesern wählt eine professionelle Jury aus der Musikbranche die besten Bands aus, die so eine Chance bekommen, einen Plattenvertrag zu erhalten. Neben vielen Sachpreisen werden die Gewinner auch mit Samplerbeiträgen und Auftrittsmöglichkeiten belohnt. Mit dem „Battle of the Bands“ hat sich Sonic Seducer zudem zu einem zentralen Organ der alternativen Musik-Szene entwickelt, das die vielversprechendsten Newcomer entdeckt und fördert. Im Jahr 2024 musste der „Battle of the Bands“ aufgrund von mangelnder Beteiligung jedoch abgesagt werden.

## Festivals
Sonic Seducer präsentiert seit der ersten Austragung im Jahr 2000 das M’era Luna Festival – das mit über 25.000 Besuchern eines der größten Festivals der Alternative-Szene ist. Bis 2011 kompilierte die Redaktion einmal im Jahr im Vorfeld den bei den Fans beliebten M'era-Luna-Festival-Sampler, auf dem die Festivalbands vertreten sind. Umfangreiche Nachberichte mit vielen Live Fotos sind jedes Jahr im Sonic Seducer zu finden. Der zweiteilige aufwändige Festivalfilm war auf zwei DVDs von 2001 bis 2017 jeweils in den dem Festival folgenden Ausgaben zu finden. Interview-Videos mit über 20 Bands aus dem jeweiligen Jahr werden weiterhin auf dem Sonic Seducer youtube Channel veröffentlicht.